# Acristavus
Acristavus is een geslacht van plantenetende ornithischische dinosauriërs, behorend tot de groep van de Euornithopoda, dat tijdens het Late Krijt leefde in het gebied van het huidige Noord-Amerika.

## Vondst en naamgeving
De typesoort Acristavus gagslarsoni is in 2011 benoemd en beschreven door Terry Gates, Jack Horner, Rebecca Hanna en Charles Riley Nelson. De geslachtsnaam verwijst naar het ontbreken, a~, van een kam, crista in het Latijn, op de schedel en verbindt dit met het Latijnse avus, "grootvader", een verwijzing naar de vermoede basale positie in de stamboom. De soortaanduiding eert wijlen Russell Ellsworth Larson, cowboy en eigenaar van de ranch waarop de vindplaats van het typespecimen ligt, die de bijnaam Gags Larson had. Zijn kinderen en weduwe Nora Bush Larson hebben afstand gedaan van het fossiel ten behoeve van de wetenschap.

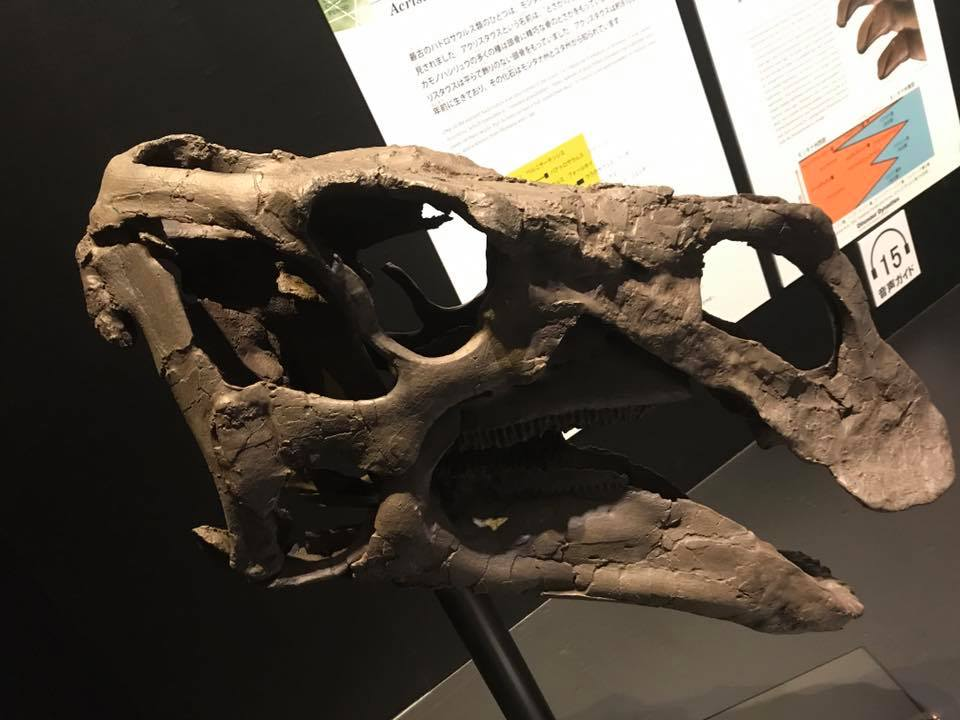
Schedel

Twee fossielen van de soort zijn gevonden in de Two Medicine Formation van westelijk Monta en de Wahweapformatie van zuidelijk Utah in lagen die dateren uit het Campanien en ongeveer 79,3 miljoen jaar oud zijn. Het holotype, MOR 1155, is in 1999 in Montana gevonden door een team van het Old Trail Museum, is in 2001 en 2002 opgegraven door Hanna en maakt nu deel uit van de collectie van het Museum of the Rockies. Het bestaat uit een gedeeltelijk skelet omvattend de vrijwel volledige schedel, elf halswervels, drie stukken ruggenwervel, een voorste staartwervel, ribben, het linkeropperarmbeen, de linkerellepijp, het rechterborstbeen, het linkerschaambeen, een linkerachterpoot met een gedeeltelijke voet waaronder het tweede en derde middenvoetsbeen, het eerste en twee kootje van de tweede teen, het eerste, derde en vierde kootje van de vierde teen en van de rechtervoet het eerste kootje van de tweede teen. Het tweede specimen, UMNHVP 16607, eveneens een gedeeltelijk skelet inclusief schedel, is in 2000 door entomoloog Nelson gevonden in het Grand Staircase-Escalante National Monument, is geborgen in 2003 en maakt nu deel uit van de collectie van het Utah Museum of Natural History. Het is niet het formele paratype maar wel aan de soort toegewezen.

## Beschrijving
Acristavus onderscheidt zich door het ontbreken van de schedelkam die bijna alle andere hadrosauriden, met uitzondering van Edmontosaurus, wel hebben. Unieke afgeleide eigenschappen, autapomorfieën, zijn: het postorbitale draagt een vergrote wenkbrauwrichel; het basioccipitale steekt sterk uit achter het achterhoofdsgat; de beennaad tussen het voorhoofdsbeen en het prefrontale is verdikt; de opgaande tak van het jukbeen richting postorbitale heeft aan de buitenste zijkant een uitholling. Daarnaast is er een unieke combinatie van op zich niet unieke eigenschappen: er loopt op de onderste hersenpan een richel op het basipterygoïde tussen beide processus basipterygoidei; het bot dat de bovenste slaapvensters scheidt, is afgeplat; er is geen kam op het neusbeen; het traanbeen heeft een lange achterste tak; het dentarium van de onderkaak heeft een rechte onderkant.
Als geheel is de schedel lang en laag met een rechthoekige vorm. De stompe snuit eindigt vrij abrupt in een grote overhangende bovensnavel met enorme hoge neusgaten. De oogkas is driehoekig met een naar beneden gerichte punt. De onderkaak is hoog, relatief kort en vooraan zeer stomp.

## Fylogenie
Acristavus is door de beschrijvers in de Hadrosauridae geplaatst en zou daarbinnen weer tot de Hadrosaurinae behoren, in een klade met Brachylophosaurus en Maiasaura: de Brachylophosaurini. Maiasaura zou de directe zustersoort zijn van Acristavus. De afwezigheid van een schedelkam wordt door de beschrijvers gezien als een aanwijzing dat dit de oorspronkelijke toestand is bij de Hadrosauridae en dat het voorkomen van zulke kammen bij zowel de Hadrosaurinae als de Lambeosaurinae een geval is van parallelle evolutie.